# Lion Cup
La Lion Cup fue una competición de eliminación directa de rugby organizada por la South African Rugby Union en la que competían los equipos más fuertes de Sudáfrica.
La última temporada se disputó en 1994, siendo el equipo de Transvaal el equipo más exitoso en la competición logrando cinco consagraciones.

## Historia
El primer campeón de la competición fue Free State al vencer 24 a 12 a Transvaal en Ellis Park.
En su última edición en 1994 Transvaal venció 29 a 20 a Western Province .

## Campeones y finalistas
| Año  | Campeón            | Resultado | Subcampeón         |
| ---- | ------------------ | --------- | ------------------ |
| 1983 | Free State         | 24 - 12   | Transvaal          |
| 1984 | Western Province   | 30 - 22   | Free State         |
| 1985 | Northern Transvaal | 12 - 10   | Free State         |
| 1986 | Transvaal          | 22 - 12   | Free State         |
| 1987 | Transvaal          | 24 - 18   | Northern Transvaal |
| 1988 | Western Province   | 24 - 12   | Northern Transvaal |
| 1989 | Western Province   | 21 - 16   | Northern Transvaal |
| 1990 | Northern Transvaal | 25 - 12   | Western Province   |
| 1991 | Northern Transvaal | 62 - 6    | Natal              |
| 1992 | Transvaal          | 17 - 12   | Free State         |
| 1993 | Transvaal          | 20 - 11   | Natal              |
| 1994 | Transvaal          | 29 - 20   | Western Province   |

## Bankfin Nite Series
| Temporada | Campeón          | Resultado | Finalista |
| --------- | ---------------- | --------- | --------- |
| 1996      | Free State       | 45–34     | Boland    |
| 1997      | Western Province | 36–25     | Boland    |

## Palmarés
| Club               | Títulos | Subcampeonatos |
| ------------------ | ------- | -------------- |
| Transvaal          | 5       | 1              |
| Northern Transvaal | 3       | 3              |
| Western Province   | 3       | 2              |
| Free State         | 1       | 4              |
| Natal              |         | 2              |